# 557 Violetta
Az 557 Violetta egy a Naprendszer kisbolygói közül, amit Max Wolf fedezett fel 1905. január 26-án.